# Alexandre Imbeault
Pour les articles homonymes, voir Imbeault.
Alexandre Imbeault (né le 25 juin 1986 à Montréal, dans la province de Québec au Canada) est un joueur professionnel canadien de hockey sur glace.

## Carrière de joueur
Lors de la saison 2003-2004, il commence sa carrière avec les Remparts de Québec de la Ligue de hockey junior majeur du Québec.
Après un passage avec les Tigres de Victoriaville, il termine son passage dans la LHJMQ avec les Saguenéens de Chicoutimi.
N'ayant jamais été repêché par un club de la Ligue nationale de hockey, il commence en 2007-2008 sa carrière professionnelle avec les Chiefs de Johnstown de l'East Coast Hockey League. Cette année-là, il joue aussi ses premières parties dans la Ligue américaine de hockey, alors que les Bruins de Providence font appel à ses services pour douze matchs.
À sa deuxième saison professionnelle, il commence l'année avec les Aces de l'Alaska, mais il joue aussi quelques parties en cours de saison avec les Rivermen de Peoria de la Ligue américaine de hockey.
En 2009-2010, il dispute quelques matchs en République tchèque, avec le HC Slavia Prague de l'Extraliga.
De retour en Amérique-du-Nord, il partage la saison 2010-2011 entre les Everblades de la Floride (ECHL) et le Whale du Connecticut (LAH).
Le 18 août 2011, il signe un contrat avec les Marquis de Saguenay de la Ligue nord-américaine de hockey et le 23 janvier 2012 avec les Oilers de Stavanger de la GET ligaen.
Le 15 juin 2012, il signe un contrat avec le HDD Olimpija Ljubljana du Championnat d'Autriche de hockey sur glace et le 30 septembre avec les Solar Bears d'Orlando de l'ECHL. Le 24 octobre, il est échangé aux Aces de l'Alaska.
Le 26 novembre 2013 ses droits dans la Ligue nord-américaine de hockey passent aux Braves de Laval. Le 2 décembre il signe un contrat avec l'équipe.

## Statistiques de carrière
| Saison    | Équipe                     | Ligue      |    | Saison régulière | Saison régulière | Saison régulière | Saison régulière | Saison régulière |   | Séries éliminatoires | Séries éliminatoires | Séries éliminatoires | Séries éliminatoires | Séries éliminatoires |
| Saison    | Équipe                     | Ligue      | PJ | B                | A                | Pts              | Pun              | PJ               | B | A                    | Pts                  | Pun                  |                      |                      |
| 2003-2004 | Remparts de Québec         | LHJMQ      | 62 | 6                | 14               | 20               | 22               | 5                | 0 | 0                    | 0                    | 2                    |                      |                      |
| 2004-2005 | Tigres de Victoriaville    | LHJMQ      | 67 | 21               | 22               | 43               | 40               | 7                | 4 | 1                    | 5                    | 8                    |                      |                      |
| 2005-2006 | Tigres de Victoriaville    | LHJMQ      | 69 | 29               | 51               | 80               | 70               | 5                | 2 | 4                    | 6                    | 6                    |                      |                      |
| 2006-2007 | Tigres de Victoriaville    | LHJMQ      | 8  | 7                | 1                | 8                | 10               | -                | - | -                    | -                    | -                    |                      |                      |
| 2006-2007 | Saguenéens de Chicoutimi   | LHJMQ      | 39 | 27               | 30               | 57               | 22               | 4                | 4 | 1                    | 5                    | 6                    |                      |                      |
| 2007-2008 | Chiefs de Johnstown        | ECHL       | 56 | 26               | 36               | 62               | 36               | 6                | 4 | 4                    | 8                    | 4                    |                      |                      |
| 2007-2008 | Bruins de Providence       | LAH        | 12 | 3                | 4                | 7                | 0                | -                | - | -                    | -                    | -                    |                      |                      |
| 2008-2009 | Aces de l'Alaska           | ECHL       | 64 | 20               | 27               | 47               | 50               | 20               | 7 | 12                   | 19                   | 10                   |                      |                      |
| 2008-2009 | Rivermen de Peoria         | LAH        | 6  | 2                | 0                | 2                | 0                | -                | - | -                    | -                    | -                    |                      |                      |
| 2009-2010 | Aces de l'Alaska           | ECHL       | 44 | 18               | 30               | 48               | 28               | -                | - | -                    | -                    | -                    |                      |                      |
| 2009-2010 | HC Slavia Prague           | Extraliga  | 4  | 0                | 0                | 0                | 4                | 1                | 0 | 0                    | 0                    | 0                    |                      |                      |
| 2010-2011 | Everblades de la Floride   | ECHL       | 57 | 36               | 27               | 63               | 87               | 2                | 0 | 1                    | 1                    | 2                    |                      |                      |
| 2010-2011 | Whale du Connecticut       | LAH        | 4  | 0                | 0                | 0                | 2                | -                | - | -                    | -                    | -                    |                      |                      |
| 2011-2012 | Marquis de Saguenay        | LNAH       | 22 | 11               | 26               | 37               | 8                | -                | - | -                    | -                    | -                    |                      |                      |
| 2011-2012 | Oilers de Stavanger        | GET ligaen | 8  | 8                | 4                | 12               | 4                | 14               | 6 | 6                    | 12                   | 4                    |                      |                      |
| 2012-2013 | HDD Olimpija Ljubljana     | EBEL       | 3  | 0                | 0                | 0                | 0                | -                | - | -                    | -                    | -                    |                      |                      |
| 2012-2013 | Solar Bears d'Orlando      | ECHL       | 4  | 0                | 2                | 2                | 13               | -                | - | -                    | -                    | -                    |                      |                      |
| 2012-2013 | Aces de l'Alaska           | ECHL       | 54 | 18               | 26               | 44               | 12               | 11               | 3 | 6                    | 9                    | 2                    |                      |                      |
| 2013-2014 | Braves de Laval            | LNAH       | 18 | 13               | 17               | 30               | 8                | 4                | 0 | 5                    | 5                    | 2                    |                      |                      |
| 2014-2015 | Prédateurs de Laval        | LNAH       | 11 | 10               | 14               | 24               | 6                | 3                | 0 | 1                    | 1                    | 16                   |                      |                      |
| 2015-2016 | Éperviers de Sorel-Tracy   | LNAH       | 11 | 1                | 4                | 5                | 16               | -                | - | -                    | -                    | -                    |                      |                      |
| 2016-2017 | Prédateurs de Laval        | LNAH       | 18 | 5                | 9                | 14               | 16               | 6                | 3 | 3                    | 6                    | 6                    |                      |                      |
| 2017-2018 | Draveurs de Trois-Rivières | LNAH       | 15 | 5                | 10               | 15               | 10               | -                | - | -                    | -                    | -                    |                      |                      |

## Trophées et honneurs personnels
GET ligaen
- 2011-2012 : remporte le championnat des séries avec les Oilers de Stavanger.